# ISO/IEC 646
ISO/IEC 646 (starsza nazwa: ISO 646) jest normą definiującą modyfikację 7-bitowego kodowania ASCII. Ustalono 10 pozycji, na których mogły być umieszczone znaki używane w języku kraju, który przyjął tę normę. Dodatkowo na dwóch innych pozycjach przewidziano alternatywne znaki walut.

## Historia
Pierwsze prace nad wprowadzeniem możliwości kodowania znaków narodowych z zachowaniem możliwie daleko idącej kompatybilności z istniejącymi systemami zostały podjęte przez ECMA w grudniu 1960 roku. Pierwsza wersja normy ECMA została wydana 30 kwietnia 1965 r. jako ECMA-6, została przyjęta przez CCITT jako Międzynarodowy Alfabet Telegraficzny nr 5, w 1972 roku została przyjęta przez ISO jako ISO-646. Przyjęto podstawową wersję (zwaną IRV – ang. International Reference Version, czyli Międzynarodową Wersję Wzorcową), a kraje, które przyjęły tę normę, mogły wprowadzać swoje modyfikacje wyznaczonych pozycji. Początkowo planowano, że IRV będzie całkowicie zgodna z istniejącym kodowaniem ASCII, ale (podobno pod naciskiem krajów komunistycznych ) w efekcie przyjęto, że w IRV znak dolara ($) na pozycji 0x24 zostanie zastąpiony uniwersalnym znakiem waluty (¤). Stąd pojawiła się konieczność stosowania oznaczenia US-ASCII, by uniknąć pomyłek. W trzeciej wersji tej normy, pochodzącej z roku 1991 (odpowiednik szóstej wersji normy ECMA-6), przywrócono zgodność IRV i US-ASCII.
Norma ISO 646 doczekała się dwukrotnej nowelizacji: w 1983 i 1991 roku.
Kodowania ISO 646 były stosowane w latach 70 i 80. W komputerach 8-bitowych wchodzących na rynek od końca lat 70. za podstawę przyjęto stosowanie 8-bitowego kodowania znaków. Stosowane strony kodowe w zakresie 0x00 ÷ 0x7F były całkowicie zgodne z US-ASCII, do kodowania znaków narodowych i specjalnych wykorzystano zakres 0x80 ÷ 0xFF. Do chwili obecnej w użyciu pozostała wyłącznie wersja US-ASCII.

## Zestaw znaków

### Zestaw wspólny
Dla znaków narodowych przeznaczono następujące pozycje: 0x40, 0x5B, 0x5C, 0x5D, 0x5E, 0x60, 0x7B, 0x7C, 0x7D I 0x7E. Dodatkowo dwie pozycje: 0x23 i 0x24 przeznaczono na alternatywne znaki walut. Wszystkie pozostałe pozycje są zgodne z ASCII.
|    | x0              | x1              | x2              | x3              | x4              | x5              | x6              | x7              | x8              | x9              | xA              | xB              | xC              | xD              | xE              | xF              |
| -- | --------------- | --------------- | --------------- | --------------- | --------------- | --------------- | --------------- | --------------- | --------------- | --------------- | --------------- | --------------- | --------------- | --------------- | --------------- | --------------- |
| 0x | Znaki kontrolne | Znaki kontrolne | Znaki kontrolne | Znaki kontrolne | Znaki kontrolne | Znaki kontrolne | Znaki kontrolne | Znaki kontrolne | Znaki kontrolne | Znaki kontrolne | Znaki kontrolne | Znaki kontrolne | Znaki kontrolne | Znaki kontrolne | Znaki kontrolne | Znaki kontrolne |
| 1x | Znaki kontrolne | Znaki kontrolne | Znaki kontrolne | Znaki kontrolne | Znaki kontrolne | Znaki kontrolne | Znaki kontrolne | Znaki kontrolne | Znaki kontrolne | Znaki kontrolne | Znaki kontrolne | Znaki kontrolne | Znaki kontrolne | Znaki kontrolne | Znaki kontrolne | Znaki kontrolne |
| 2x | Spacja          | !               | "               | 0x23            | 0x24            | %               | &               | '               | (               | )               | *               | +               | ,               | -               | .               | /               |
| 3x | 0               | 1               | 2               | 3               | 4               | 5               | 6               | 7               | 8               | 9               | :               | ;               | <               | =               | >               | ?               |
| 4x | 0x40            | A               | B               | C               | D               | E               | F               | G               | H               | I               | J               | K               | L               | M               | N               | O               |
| 5x | P               | Q               | R               | S               | T               | U               | V               | W               | X               | Y               | Z               | 0x5B            | 0x5C            | 0x5D            | 0x5E            | _               |
| 6x | 0x60            | a               | b               | c               | d               | e               | f               | g               | h               | i               | j               | k               | l               | m               | n               | o               |
| 7x | p               | q               | r               | s               | t               | u               | v               | w               | x               | y               | z               | 0x7B            | 0x7C            | 0x7D            | 0x7E            |                 |

Znaki na fioletowym tle są znakami sterującymi. Pozycje z żółtym tłem są przeznaczone na znaki narodowe.

### Odmiany narodowe
Wybrane kodowania odmian narodowych ISO/IEC 646:
| Oznaczenie | Kraj          | Norma krajowa | Pozycja | Pozycja | Pozycja | Pozycja | Pozycja | Pozycja | Pozycja | Pozycja | Pozycja | Pozycja | Pozycja | Pozycja |
| Oznaczenie | Kraj          | Norma krajowa | 0x23    | 0x24    | 0x40    | 0x5B    | 0x5C    | 0x5D    | 0x5E    | 0x60    | 0x7B    | 0x7C    | 0x7D    | 0x7E    |
| ---------- | ------------- | ------------- | ------- | ------- | ------- | ------- | ------- | ------- | ------- | ------- | ------- | ------- | ------- | ------- |
| IRV        | —             | —             | #       | $ 1)    | @       | [       | \       | ]       | ^       | `       | {       | \|      | }       | ~       |
| US         | USA           | ANSI X3.4     | #       | $       | @       | [       | \       | ]       | ^       | `       | {       | \|      | }       | ~       |
| CA         | Kanada        | CSA Z243.4    | #       | $       | à       | â       | ç       | ê       | î       | ô       | é       | ù       | é       | û       |
| CH         | Szwajcaria    | ?             | ù       | $       | à       | é       | ç       | ê       | î       | ô       | ä       | ö       | ü       | û       |
| DE         | Niemcy        | DIN 66003     | #       | $       | §       | Ä       | Ö       | Ü       | ^       | `       | ä       | ö       | ü       | ß       |
| ES         | Hiszpania     | ?             | £       | $       | §       | ¡       | Ñ       | ¿       | ^       | `       | °       | ñ       | ç       | ~       |
| FI         | Finlandia     | ?             | #       | $       | @       | Ä       | Ö       | Å       | Ü       | é       | ä       | ö       | å       | ü       |
| FR         | Francja       | NF Z 62-010   | £       | $       | à       | °       | ç       | §       | ^       | `       | é       | ù       | é       | ¨       |
| GB         | Wlk. Brytania | BS 4730       | £       | $       | @       | [       | \       | ]       | ^       | `       | {       | \|      | }       | ~       |
| IT         | Włochy        | ?             | £       | $       | §       | °       | ç       | é       | ^       | ù       | à       | ò       | ù       | ì       |
| NL         | Holandia      | ?             | £       | $       | ¾       | ÿ       | ½       | \|      | ^       | `       | ¨       | ƒ       | ¼       | ´       |
| NO         | Norwegia      | NS 4551-1     | #       | $       | @       | Æ       | Ø       | Å       | ^       | `       | æ       | ø       | å       | ~       |
| PT         | Portugalia    | ?             | #       | $       | @       | Ã       | Ç       | Õ       | ^       | `       | ã       | ç       | õ       | ~       |
| SE         | Szwecja       | SEN 850200 B  | #       | $       | É       | Ä       | Ö       | Å       | Ü       | é       | ä       | ö       | å       | ü       |

1) w wersjach sprzed 1991 r. na tej pozycji znajdował się uniwersalny znak waluty (¤)

### Język polski
Polska wersja była uregulowana normą PN-84/T-42109/02, pod nazwą ZU0. Ponieważ język polski używa aż 18 liter ze znakami diakrytycznymi (9 małych i 9 wielkich), możliwe było unormowanie jedynie małych liter  i dużej litery Ł. Ta norma została wycofana w grudniu 2000 roku.
W 2002 roku PKN wydał normę PN-I-10050:2002, ustalającą inne 7-bitowe kodowanie polskich liter. Ta norma jest w pełni zgodna z ISO 646, ale nie jest kompatybilna z poprzednią. Litery z kreską są kodowane jako znaki złożone za pomocą podstawowych liter łacińskich i znaków «cofnięcie» (0x08) i «apostrof» (0x27).
Zestawy znaków:
| Norma            | Pozycja | Pozycja | Pozycja | Pozycja | Pozycja | Pozycja | Pozycja | Pozycja | Pozycja | Pozycja | Pozycja | Pozycja |
| Norma            | 0x23    | 0x24    | 0x40    | 0x5B    | 0x5C    | 0x5D    | 0x5E    | 0x60    | 0x7B    | 0x7C    | 0x7D    | 0x7E    |
| ---------------- | ------- | ------- | ------- | ------- | ------- | ------- | ------- | ------- | ------- | ------- | ------- | ------- |
| PN-84/T-42109/02 | #       | ¤       | ę       | ź       | Ł       | ń       | ś       | ą       | ó       | ł       | ż       | ć       |
| PN-I-10050:2002  | #       | $       | @       | Ą       | Ę       | Ł       | Ż       | €       | ą       | ę       | ł       | ż       |